# Teatro Habima

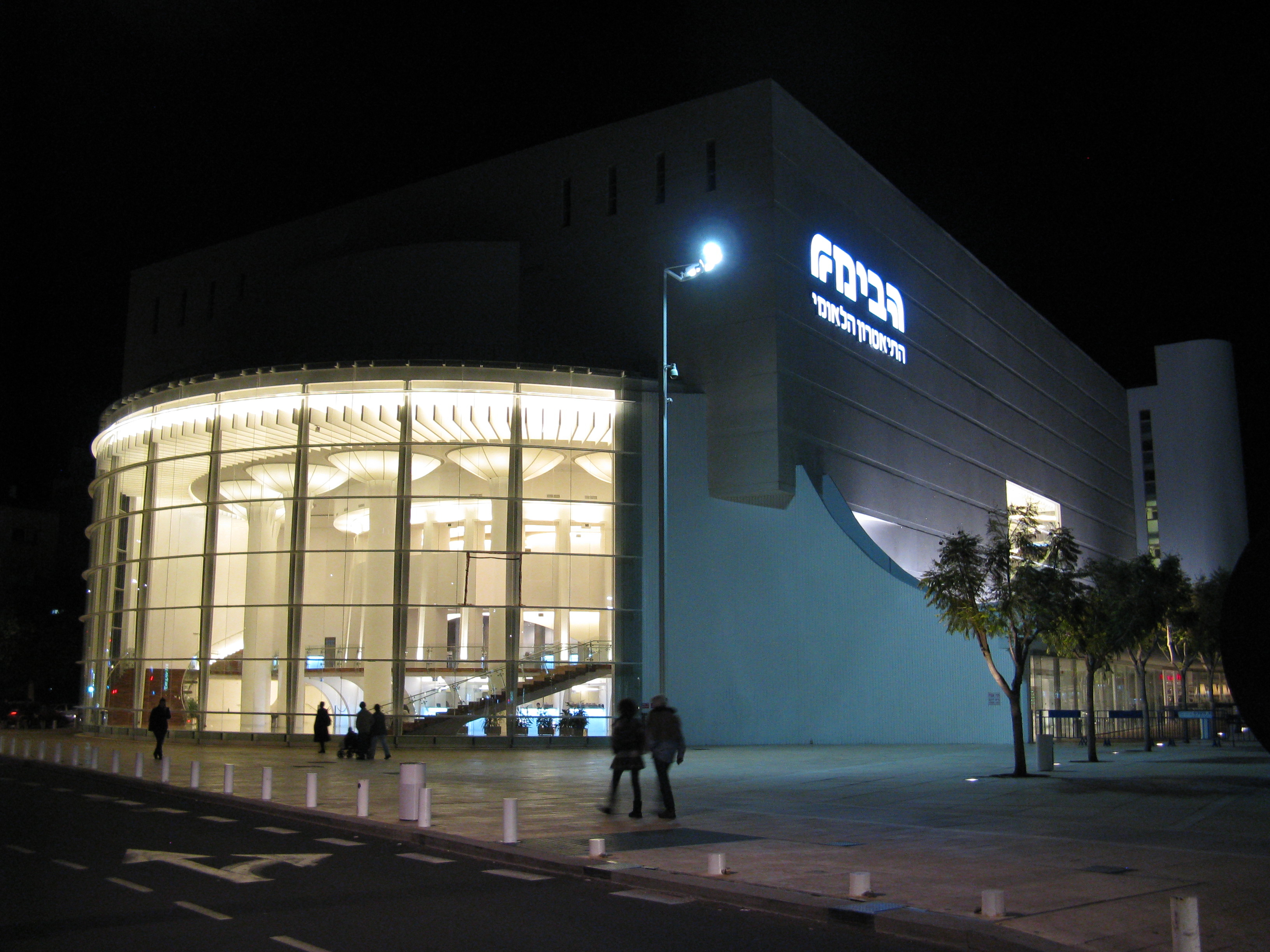

O Teatro Habima, localizado em Tel Aviv, é o teatro nacional de Israel e um dos primeiros teatros de língua hebraica.